# Anomala stigmaticollis
Anomala stigmaticollis är en skalbaggsart som beskrevs av Leon Fairmaire 1891. Anomala stigmaticollis ingår i släktet Anomala och familjen Rutelidae. Inga underarter finns listade i Catalogue of Life.